# Одеса
Одеса (укр. Одеса) град је и најважнија лука у Украјини на Црном мору. Према процени из 2012. у граду је живело 1.008.162 становника.

## Историја
Током 14. века, област на обали Црног мора између река Дњестар и Дњепар се налазила под влашћу Великог литванског војводства.
Татари су у близини данашњег града саградили утврђење Хаџи-беј, у коме су поред Татара живели и Грци. Године 1765. Османлије су саградили тврђаву, Јени-Дуња, на овом месту. Руске трупе под командом шпанског генерал-мајора Хосеа де Рибаса (рус. Осип (Иосиф) Михайлович Дерибас) су заузеле Одесу 14. септембра 1789. у Руско-турском рату. Миром склопљеним у Јашију (1792) области источно од Дњестра су званично постале руски посед.
На рушевинама тврђаве Хаџи-беј настало је руско поморско утврђење. Име Одеса се први пут помиње јануара 1795. Није познато зашто је одабрано ово име, али вероватно постоје везе са именом древног грчког насеља на овом подручју. Град се брзо развио под влашћу гувернера Војводе од Ришељеа 1803–1814. Војвода је побегао од Француске револуције и служио у војсци Катарине Велике у борбама против Турака. Њему се приписује уређење града и градске инфраструктуре.
У Одеси је постојала бројна колонија Срба досељених током 19. века, међу којима су се нарочито истицали велико-купци. Године 1839. путописац Јоаким Вујић примећује да су у том граду након Руса, најбројнији Срби. Срби у Одеси су исписали позамашну и импресивну културно-националну хронику о свом трајању у том мултиетничком граду.
Руски војни брод Књаз Патјомкин од Тауриде упловио је 27. јуна 1905. у луку Одеса да би морнари учествовали у гушењу генералног штрајка у граду (део Руске револуције 1905). Морнари су одбили овај задатак. Тај догађај био је основа за филм Оклопњача Потемкин.
У периоду 1819–1858. Одеса је била слободна лука. За време Совјетског Савеза лука Одеса је била главна трговачка лука државе и поморска војна база.
Одесу су после двомесечне опсаде од 1941. до 1944. окупирале румунске и немачке трупе. У овом периоду убијено је или депортовано око 60.000 становника, највише Јевреја. Нарочито је био суров масакр 23-25. октобра 1941. Од експлозије у румунском главном војном штабу погинуо је 61 војно лице, укључујући једног генерала. Јон Антонеску, вођа румунског фашистичког режима, дао је наређење да се за сваког погинулог официра стреља 200, а за сваког војника 100 Јевреја или комуниста. У масакру, који је уследио, убијено је око 30.000 Јевреја.
Од 2000, Одеса је поново постала слободна лука и слободна економска зона на период од 25 година.

## Становништво
Према процени, у граду је 2012. живело 1.008.162 становника.
| 1979.     | 1989.     | 2001.     | 2012.     |
| --------- | --------- | --------- | --------- |
| 1.046.133 | 1.115.371 | 1.029.049 | 1.008.162 |

Кроз историју, становништво Одесе увек је било национално и конфесионално мешовито. Овде су поред Руса живели Јевреји, Украјинци, Грци, Румуни, Арапи, Турци, Јермени, Грузини, Немци, Французи, Срби и многе друге нације. О овоме сведоче имена булевара: Француски и Италијански, и улица: Грчка, Јеврејска, Арнаутска. Уочи немачке окупације града у лето 1941, Јевреји су чинили око 20 процената становништва (у 19. веку и до 37%). После рата, многи преживели Јевреји су емигрирали у Израел.
Заједничка одлика свих становника Одесе је отвореност према свету и гостопримљивост. Данас је главни језик у употреби у Одеси руски, а мање украјински.

## Географија

### Клима
| Клима Одесе (1991–2020, екстреми 1894–садашњост)                         | Клима Одесе (1991–2020, екстреми 1894–садашњост) | Клима Одесе (1991–2020, екстреми 1894–садашњост) | Клима Одесе (1991–2020, екстреми 1894–садашњост) | Клима Одесе (1991–2020, екстреми 1894–садашњост) | Клима Одесе (1991–2020, екстреми 1894–садашњост) | Клима Одесе (1991–2020, екстреми 1894–садашњост) | Клима Одесе (1991–2020, екстреми 1894–садашњост) | Клима Одесе (1991–2020, екстреми 1894–садашњост) | Клима Одесе (1991–2020, екстреми 1894–садашњост) | Клима Одесе (1991–2020, екстреми 1894–садашњост) | Клима Одесе (1991–2020, екстреми 1894–садашњост) | Клима Одесе (1991–2020, екстреми 1894–садашњост) | Клима Одесе (1991–2020, екстреми 1894–садашњост) |
| Показатељ \ Месец                                                        | .Јан.                                            | .Феб.                                            | .Мар.                                            | .Апр.                                            | .Мај.                                            | .Јун.                                            | .Јул.                                            | .Авг.                                            | .Сеп.                                            | .Окт.                                            | .Нов.                                            | .Дец.                                            | .Год.                                            |
| ------------------------------------------------------------------------ | ------------------------------------------------ | ------------------------------------------------ | ------------------------------------------------ | ------------------------------------------------ | ------------------------------------------------ | ------------------------------------------------ | ------------------------------------------------ | ------------------------------------------------ | ------------------------------------------------ | ------------------------------------------------ | ------------------------------------------------ | ------------------------------------------------ | ------------------------------------------------ |
| Апсолутни максимум, °C (°F)                                              | 15,1 (59,2)                                      | 19,2 (66,6)                                      | 24,1 (75,4)                                      | 29,4 (84,9)                                      | 33,3 (91,9)                                      | 37,2 (99)                                        | 39,3 (102,7)                                     | 38,0 (100,4)                                     | 35,4 (95,7)                                      | 30,5 (86,9)                                      | 26,0 (78,8)                                      | 16,9 (62,4)                                      | 39,3 (102,7)                                     |
| Максимум, °C (°F)                                                        | 2,3 (36,1)                                       | 3,4 (38,1)                                       | 7,7 (45,9)                                       | 13,6 (56,5)                                      | 20,3 (68,5)                                      | 25,1 (77,2)                                      | 27,9 (82,2)                                      | 27,7 (81,9)                                      | 21,8 (71,2)                                      | 15,3 (59,5)                                      | 9,1 (48,4)                                       | 4,2 (39,6)                                       | 14,9 (58,8)                                      |
| Просек, °C (°F)                                                          | −0,4 (31,3)                                      | 0,4 (32,7)                                       | 4,3 (39,7)                                       | 10,0 (50)                                        | 16,2 (61,2)                                      | 20,8 (69,4)                                      | 23,4 (74,1)                                      | 23,1 (73,6)                                      | 17,8 (64)                                        | 12,0 (53,6)                                      | 6,3 (43,3)                                       | 1,5 (34,7)                                       | 11,3 (52,3)                                      |
| Минимум, °C (°F)                                                         | −2,7 (27,1)                                      | −2,1 (28,2)                                      | 1,6 (34,9)                                       | 6,9 (44,4)                                       | 12,6 (54,7)                                      | 16,9 (62,4)                                      | 19,1 (66,4)                                      | 18,5 (65,3)                                      | 14,0 (57,2)                                      | 8,9 (48)                                         | 3,9 (39)                                         | −0,8 (30,6)                                      | 8,1 (46,6)                                       |
| Апсолутни минимум, °C (°F)                                               | −26,2 (−15,2)                                    | −28,0 (−18,4)                                    | −16,0 (3,2)                                      | −5,9 (21,4)                                      | 0,3 (32,5)                                       | 5,2 (41,4)                                       | 7,5 (45,5)                                       | 7,9 (46,2)                                       | −0,8 (30,6)                                      | −13,3 (8,1)                                      | −14,6 (5,7)                                      | −19,6 (−3,3)                                     | −28,0 (−18,4)                                    |
| Количина падавина, mm (in)                                               | 43 (1,69)                                        | 35 (1,38)                                        | 35 (1,38)                                        | 28 (1,1)                                         | 39 (1,54)                                        | 47 (1,85)                                        | 45 (1,77)                                        | 40 (1,57)                                        | 44 (1,73)                                        | 37 (1,46)                                        | 39 (1,54)                                        | 38 (1,5)                                         | 470 (18,5)                                       |
| Дани са кишом                                                            | 9                                                | 7                                                | 10                                               | 11                                               | 12                                               | 13                                               | 10                                               | 8                                                | 9                                                | 10                                               | 13                                               | 10                                               | 122                                              |
| Дани са снегом                                                           | 11                                               | 10                                               | 6                                                | 0,4                                              | 0                                                | 0                                                | 0                                                | 0                                                | 0                                                | 0,2                                              | 4                                                | 9                                                | 41                                               |
| Релативна влажност, %                                                    | 82,5                                             | 80,7                                             | 78,4                                             | 74,5                                             | 71,0                                             | 70,6                                             | 66,0                                             | 65,4                                             | 71,8                                             | 77,1                                             | 81,9                                             | 83,6                                             | 75,3                                             |
| Сунчани сати — месечни просек                                            | 63,2                                             | 91,6                                             | 142,2                                            | 199,5                                            | 292,5                                            | 307,5                                            | 332,9                                            | 313,1                                            | 234,6                                            | 164,7                                            | 73,0                                             | 57,4                                             | 2.272,2                                          |
| Извор #1: Pogoda.ru                                                      |                                                  |                                                  |                                                  |                                                  |                                                  |                                                  |                                                  |                                                  |                                                  |                                                  |                                                  |                                                  |                                                  |
| Извор #2: World Meteorological Organization (humidity and sun 1981–2010) |                                                  |                                                  |                                                  |                                                  |                                                  |                                                  |                                                  |                                                  |                                                  |                                                  |                                                  |                                                  |                                                  |

## Партнерски градови
- Александрија
- Балтимор
- Лођ
- Сплит
- Ростов на Дону
- Јереван
- Јокохама
- Варна
- Хаифа
- Клајпеда
- Рош Хајин
- Ларнака
- Ван
- Ираклион
- Регензбург
- Ђенова
- Грозни
- Гдањск
- Марсељ
- Минск
- Валенсија
- Хуши
- Констанца
- Никозија
- Кишињев
- Санкт Петербург
- Ванкувер
- Ливерпул
- Валпараисо
- Оулу
- Таганрог
- Џеда
- Брест

## Галерија
|              |               |                                  |                  |
| Градска кућа | Опера и балет | Саборна Црква Светог Преображења | Археолошки музеј |